# 麥達維爾站
麥達維爾站（英語：Maida Vale tube station）是一個位於倫敦內西北麥達維爾的倫敦地鐵車站。車站位於貝克盧線上，介於基爾伯恩公園站和華域大道站之間，屬倫敦第2收費區。
車站以建築和歷史的原因列入二級登錄建築。2009年在倫敦地區類別內贏得了國家鐵路遺蹟獎，理由是成功將一個歷史車站現代化。

## 歷史
麥達維燃在1915年6月6日作為貝克盧線延伸段由帕丁頓至女王公園其中一站，在通車後5個月啟用。當時此站是第一個完全由女性擔任駐站職員的車站。麥達維爾站一直由女性駐站，直至1919年戰爭結束後被男性服務生取代。然而，第二次世界大戰再度開創了女性的職位。
2015年6月6日，車站慶祝了100週年紀念，作為女性交通服務100年慶祝一部分。

## 位置和配置
車站位於蘭多夫大道和埃爾金大道交界，設有地面大廈，由倫敦地下電氣鐵路公司的建築師斯坦利·希普斯設計。他使用一個在地下電鐵公司控制的許多車站大樓所使用的標準化設計，而麥達維爾採用萊斯利·格林式設計大廈，但不設上層。由於不設置升降機，不再需要設立升降機齒輪，也不再需要上層。此站亦是第一批以扶手電梯而非升降機設計的倫敦地鐵車站。

## 接駁交通
倫敦巴士16、98、332路，以及夜間路線N16、N98路服務麥達維爾，位於此站西北面。

## 大眾文化
車站地面大廈和獨有的樓梯馬賽克在亞弗列·希治閣在1927年的電影《Downhill》，以及1983年電影《Runners》，由Stephen Poliakoff。兩部電影都有扶手電梯的鏡頭，然而早期的製作都是原初的木製電梯。
外部則用作1974年英國電視情景喜劇《Man About the House》的其中一個場景。
月台層加上到站的列車的場景一度出現在2005年化學兄弟的單曲《Believe》的影片內。
麥達維爾站亦在2013年李察·寇蒂斯的電影《真愛每一天》的部分場景剪輯，兩個主角經扶手電梯進出不同的月台。在2014年電影《柏靈頓：熊愛趴趴走》，此站作為虛構的「西邦爾橡」（Westbourne Oak）站的原型。

## 圖片

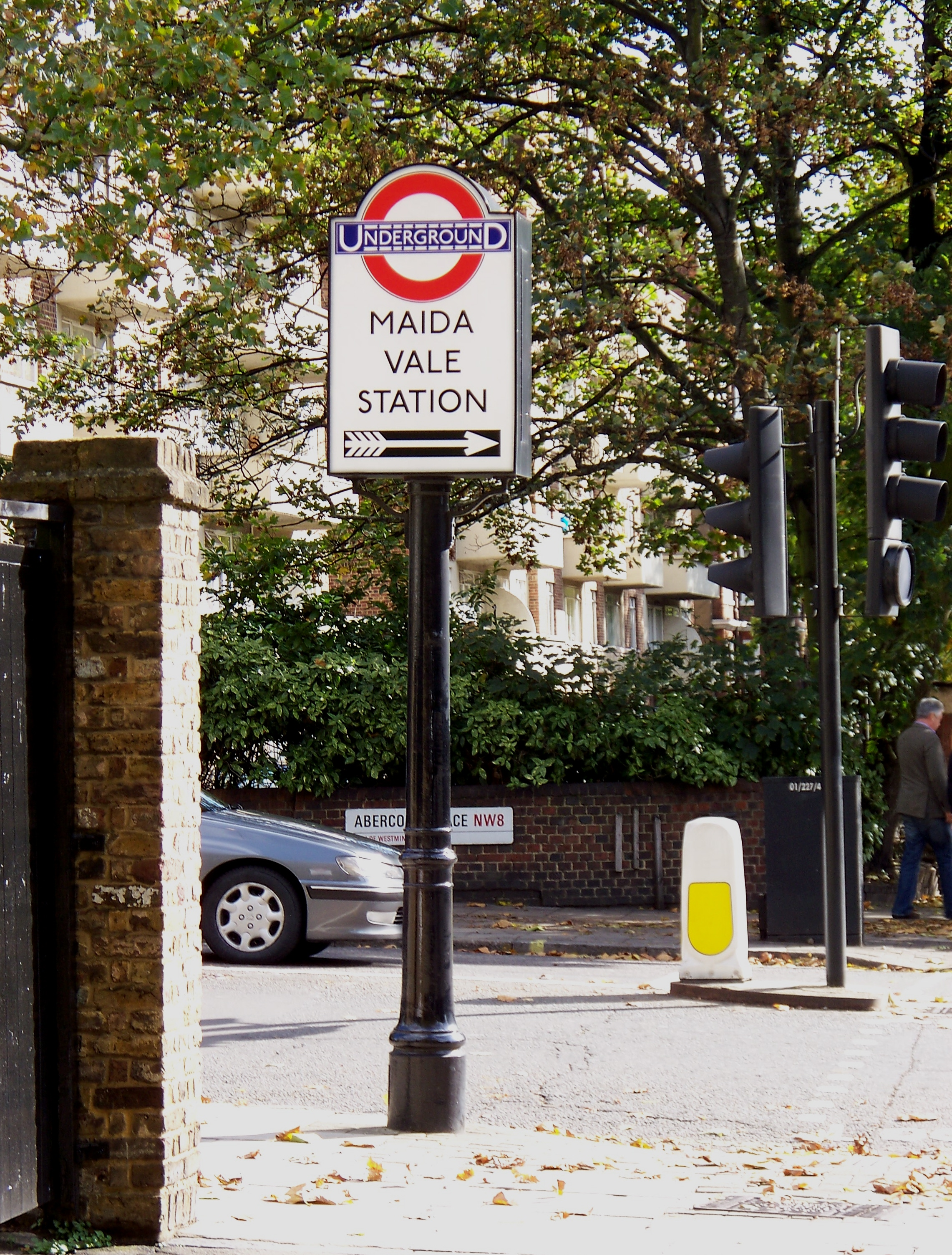
主路車站指示牌
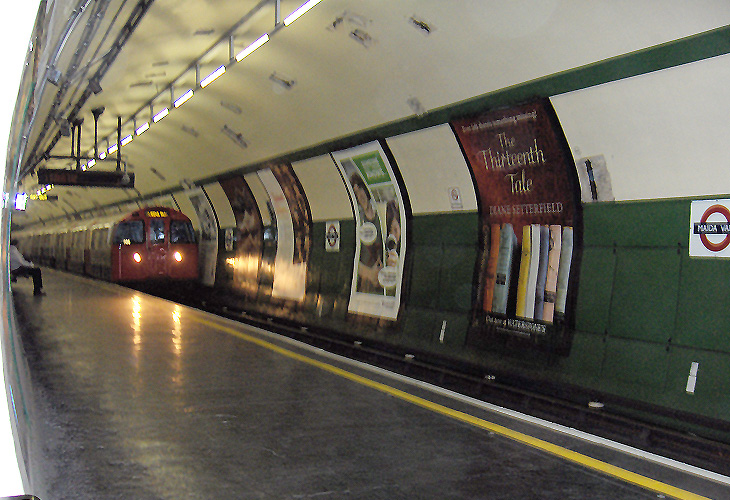
北行月台景觀
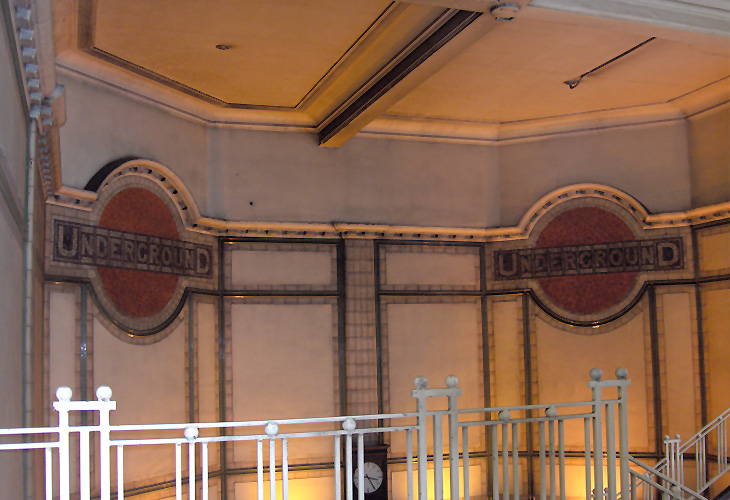
大堂入口馬賽克

## 外部連結
- London Transport Museum Photographic Archive（页面存档备份，存于）
  - Maida Vale station, 1925
  - Mosaic Underground roundels above ticket hall, 2006
  - Sub-surface ticket hall accessed by stairs, 2006
  - Maida Vale station, 2006